# Хайме Фійоль
Хайме Фійоль (ісп. Jaime Fillol; нар. 3 червня 1946) — колишній чилійський тенісист.
Найвищу одиночну позицію світового рейтингу — 14 місце досяг 2 березня 1974 року.
Здобув 9 одиночних та 16 парних титулів.
Найвищим досягненням на турнірах Великого шолома були фінали в парному та змішаному парному розрядах.
Завершив кар'єру 1985 року.

## Фінали за кар'єру

### Одиночний розряд: 24 (9–15)
| Результат | Ранг | Дата | Турнір                           | Покриття   | Суперник          | Рахунок                 |
| --------- | ---- | ---- | -------------------------------- | ---------- | ----------------- | ----------------------- |
| Поразка   | 1.   | 1968 | Сент-Пітерсберг, США             | Ґрунт      | Майк Белкін       | 6–12, 0–6, 5–7, 4–6     |
| Перемога  | 1.   | 1968 | Індіанаполіс, США                | Ґрунт      | Кліфф Річі        | 6–1, 7–5, 6–2           |
| Поразка   | 2.   | 1970 | Сент-Пітерсберг, США             | Ґрунт      | Желько Франулович | 2–6, 4–6, 2–6           |
| Поразка   | 3.   | 1970 | Haverford, США                   | Трава      | Рей Раффелз       | 2–6, 6–7, 3–6           |
| Перемога  | 2.   | 1971 | Вашингтон-2, США                 | Килим (i)  | Томас Кош         | 6–1, 3–6, 6–4, 6–7, 6–4 |
| Перемога  | 3.   | 1971 | Клеммонс, США                    | Ґрунт      | Желько Франулович | 4–6, 6–4, 7–6           |
| Поразка   | 4.   | 1973 | Йоганесбурґ, ПАР                 | Тверде     | Браян Готтфрід    | W/O                     |
| Перемога  | 5.   | 1973 | Клеммонс, США (2)                | Ґрунт      | Джералд Беттрік   | 6–2, 6–4                |
| Поразка   | 5.   | 1973 | Мадрид, Іспанія                  | Ґрунт      | Том Оккер         | 6–4, 3–6, 3–6, 5–7      |
| Поразка   | 6.   | 1974 | Orlando WCT, США                 | Ґрунт      | Джон Ньюкомб      | 2–6, 6–3, 3–6           |
| Поразка   | 7.   | 1974 | Луїсвілл, США                    | Ґрунт      | Гільєрмо Вілас    | 4–6, 5–7                |
| Перемога  | 6.   | 1975 | Дюссельдорф, Німеччина           | Ґрунт      | Ян Кодеш          | 6–4, 1–6, 6–0, 7–5      |
| Перемога  | 7.   | 1976 | Дейтон, США                      | Килим (i)  | Ендрю Паттісон    | 6–4, 6–7, 6–4           |
| Поразка   | 8.   | 1976 | Париж, Франція                   | Тверде (i) | Едді Діббс        | 7–5, 4–6, 4–6, 6–7      |
| Поразка   | 9.   | 1976 | Буенос-Айрес, Аргентина          | Ґрунт      | Гільєрмо Вілас    | 2–6, 2–6, 3–6           |
| Поразка   | 10.  | 1977 | Nottingham Open, Велика Британія | Трава      | Тім Галліксон     | Фінал Abandoned         |
| Поразка   | 11.  | 1977 | Торонто, Канада                  | Тверде     | Джефф Боров'як    | 0–6, 1–6                |
| Поразка   | 12.  | 1977 | Мадрид, Іспанія                  | Ґрунт      | Б'єрн Борг        | 3–6, 0–6, 7–6, 6–7      |
| Поразка   | 13.  | 1977 | Сантьяго, Чилі                   | Ґрунт      | Гільєрмо Вілас    | 0–6, 6–2, 4–6           |
| Поразка   | 14.  | 1977 | Буенос-Айрес, Аргентина          | Ґрунт      | Гільєрмо Вілас    | 2–6, 5–7, 6–3, 3–6      |
| Перемога  | 8.   | 1981 | Мехіко, Мексика                  | Ґрунт      | Девід Картер      | 6–2, 6–3                |
| Перемога  | 9.   | 1982 | Ітапарика, Бразилія              | Килим (i)  | Рікардо Акунья    | 7–6, 6–4                |
| Поразка   | 15.  | 1983 | Вінья-дель-Мар, Чилі             | Ґрунт      | Віктор Печчі      | 6–2, 5–7, 4–6           |

### Парний розряд open era (16–14)
| Результат | Ранг | Дата | Турнір                               | Покриття | Партнер           | Суперники                        | Рахунок                 |
| --------- | ---- | ---- | ------------------------------------ | -------- | ----------------- | -------------------------------- | ----------------------- |
| Поразка   | 1.   | 1968 | Мастерс Цинциннаті                   | Ґрунт    | Хоакін Лойо Майо  | Вільям Браун Рон Ґолдман         | 8–10, 3–6               |
| Перемога  | 1.   | 1969 | Буенос-Айрес, Аргентина              | Ґрунт    | Патрісіо Корнехо  | Рой Емерсон Фрю Макміллан        | W/O                     |
| Перемога  | 2.   | 1970 | Саут-Орандж, США                     | Тверде   | Патрісіо Корнехо  | Андрес Хімено Род Лейвер         | 3–6, 7–6, 7–6           |
| Поразка   | 2.   | 1971 | Борнмут                              | Ґрунт    | Патрісіо Корнехо  | Білл Боурі Овен Девідсон         | 6–8, 2–6, 6–3, 6–4, 3–6 |
| Поразка   | 3.   | 1971 | Буенос-Айрес, Аргентина              | Ґрунт    | Патрісіо Корнехо  | Желько Франулович Іліє Настасе   | 4–6, 4–6                |
| Перемога  | 3.   | 1972 | Каракас                              | Тверде   | Патрісіо Корнехо  | Джим Макманус Мануель Орантес    | 6–4, 6–3, 7–6           |
| Перемога  | 4.   | 1972 | Буенос-Айрес, Аргентина              | Ґрунт    | Хайме Пінто Браво | Беррі Філліпс-Мур Іван Моліна    | 2–6, 7–6, 6–2           |
| Поразка   | 4.   | 1972 | Брюссель, Бельгія                    | Ґрунт    | Патрісіо Корнехо  | Хуан Хісберт Мануель Орантес     | 7–9, 3–6                |
| Поразка   | 5.   | 1972 | Відкритий чемпіонат Франції з тенісу | Ґрунт    | Патрісіо Корнехо  | Боб Г'юїтт Фрю Макміллан         | 3–6, 6–8, 6–3, 1–6      |
| Поразка   | 6.   | 1972 | Індіанаполіс, США                    | Ґрунт    | Патрісіо Корнехо  | Боб Г'юїтт Фрю Макміллан         | 2–6, 3–6                |
| Поразка   | 7.   | 1974 | Washington Open                      | Ґрунт    | Патрісіо Корнехо  | Том Гормен Марті Ріссен          | 5–7, 1–6                |
| Поразка   | 8.   | 1974 | Відкритий чемпіонат США з тенісу     | Трава    | Патрісіо Корнехо  | Роберт Лутц Стен Сміт            | 3–6, 3–6                |
| Поразка   | 9.   | 1974 | Буенос-Айрес, Аргентина              | Ґрунт    | Патрісіо Корнехо  | Мануель Орантес Гільєрмо Вілас   | 4–6, 3–6                |
| Перемога  | 5.   | 1975 | Шарлотт, США                         | Ґрунт    | Патрісіо Корнехо  | Ісмаїл Ель-Шафей Браян Феерлі    | 6–3, 5–7, 6–4           |
| Поразка   | 10.  | 1976 | Дейтон, США                          | Килим    | Чарлі Пасарелл    | Рей Раффелз Шервуд Стюарт        | 2–6, 6–3, 5–7           |
| Перемога  | 6.   | 1976 | Торонто                              | Килим    | Фрю Макміллан     | Олександр Метревелі Іліє Настасе | 6–7, 6–2, 6–3           |
| Перемога  | 7.   | 1977 | Індіанаполіс, США                    | Ґрунт    | Патрісіо Корнехо  | Дік Крілі Кліфф Летчер           | 6–7, 6–4, 6–3           |
| Перемога  | 8.   | 1977 | Сантьяго, Чилі                       | Ґрунт    | Патрісіо Корнехо  | Генрі Баніс Пол Макнамі          | 5–7, 6–1, 6–1           |
| Поразка   | 11.  | 1978 | Мастерс Монте-Карло                  | Ґрунт    | Іліє Настасе      | Пітер Флемінг Томаш Шмід         | 4–6, 5–7                |
| Перемога  | 9.   | 1978 | Лас-Вегас, США                       | Тверде   | Альваро Фільйоль  | Боб Г'юїтт Рауль Рамірес         | 6–3, 7–6                |
| Перемога  | 10.  | 1978 | Богота, Колумбія                     | Ґрунт    | Альваро Фільйоль  | Ганс Гільдемайстер Віктор Печчі  | 6–4, 6–3                |
| Поразка   | 12.  | 1978 | Сантьяго, Чилі                       | Ґрунт    | Альваро Фільйоль  | Ганс Гільдемайстер Віктор Печчі  | 4–6, 3–6                |
| Перемога  | 11.  | 1979 | Кіто, Еквадор                        | Ґрунт    | Альваро Фільйоль  | Іван Моліна Хайро Веласко, стар. | 6–7, 6–3, 6–1           |
| Перемога  | 12.  | 1980 | Сан-Хосе, Коста-Рика                 | Тверде   | Альваро Фільйоль  | Ананд Амрітрадж Нік Савіано      | 6–2, 7–6                |
| Перемога  | 13.  | 1980 | Республіка Китай                     | Килим    | Росс Кейс         | Енді Колберг Ларрі Стефанкі      | 6–2, 7–6                |
| Перемога  | 14.  | 1980 | Відкритий чемпіонат Японії           | Ґрунт    | Росс Кейс         | Террі Мур Еліот Телчер           | 6–3, 3–6, 6–4           |
| Поразка   | 13.  | 1981 | Палермо, Італія                      | Ґрунт    | Белус Прахокс     | Хосе Луїс Даміані Дієго Перес    | 1–6, 4–6                |
| Поразка   | 14.  | 1981 | Буенос-Айрес, Аргентина              | Ґрунт    | Альваро Фільйоль  | Маркос Хосевар Жоао Суарес       | 6–7, 7–6, 4–6           |
| Перемога  | 15.  | 1982 | Кіто, Еквадор                        | Ґрунт    | Педро Реболледо   | Еган Адамс Рокі Роєр             | 6–2, 6–3                |
| Перемога  | 16.  | 1983 | Каракас, Венесуела                   | Тверде   | Стен Сміт         | Андрес Гомес Іліє Настасе        | 6–7, 6–4, 6–3           |

### Мікст (1–1)
| Результат | Ранг | Дата | Турнір                               | Покриття | Партнер       | Суперники                    | Рахунок       |
| --------- | ---- | ---- | ------------------------------------ | -------- | ------------- | ---------------------------- | ------------- |
| Перемога  | 1.   | 1971 | Торкі                                | Килим    | Бетті Стеве   | Вінні Шоу Кейт Вулдрідж      | 6–1, 4–6, 6–2 |
| Поразка   | 1.   | 1975 | Відкритий чемпіонат Франції з тенісу | Ґрунт    | Пем Тігуарден | Томас Кош Фйорелла Бонічеллі | 4–6, 6–7      |